# کاتینا ویتانزا
کاتینا ویتانزا (انگلیسی: Catiana Vitanza؛ زادهٔ ۲ اکتبر ۱۹۹۰) بازیکن فوتبال اهل ایالات متحده آمریکا است.